# Gayenna moreirae
Gayenna moreirae là một loài nhện trong họ Anyphaenidae.
Loài này thuộc chi Gayenna. Gayenna moreirae được Cândido Firmino de Mello-Leitão miêu tả năm 1915.